# Biały Keresz
Biały Keresz (węg. Fehér-Körös, rum. Crișul Alb) – rzeka w zachodniej Rumunii i we wschodnich Węgrzech. Razem z Czarnym Kereszem tworzy Keresz – lewy dopływ Cisy w zlewisku Morza Czarnego. Długość – 237,5 km (227,7 km w Rumunii, 9,8 km na Węgrzech). 
Źródła Białego Kereszu znajdują się we wschodniej części Rudaw Siedmiogrodzkich. Rzeka płynie na północny zachód Kotliną Zarand, z której wypływa na Wielką Nizinę Węgierską. Koło wsi Vărsand przecina granicę rumuńsko-węgierską, przepływa przez miasteczko Gyula i łączy się z Czarnym Kereszem.